# Charge nucléaire effective
En physique atomique, la charge nucléaire effective (ou numéro atomique effectif) d'un électron dans un atome ou un ion à plusieurs électrons est le nombre de charges élémentaires ({\displaystyle e}) que le noyau exerce sur cet électron. Elle est notée Zeff. Le terme « effectif » est utilisé parce que l’effet d'écran des électrons chargés négativement empêche les électrons de plus haute énergie de subir la charge complète du noyau en raison de l’effet répulsif des couches internes. La charge nucléaire effective subie par un électron est également appelée charge centrale. Il est possible de déterminer la force de la charge nucléaire par le degré d'oxydation de l’atome. La plupart des propriétés physiques et chimiques des éléments peuvent être expliquées sur la base de la configuration électronique. Lorsque l'on considère le comportement des énergies d'ionisation dans le tableau périodique, on sait que la valeur du potentiel d’ionisation dépend des facteurs suivants :
- la taille de l’atome,
- La charge du noyau ; le nombre d'oxydation,
- L’effet d’écran des couches intérieures,
- La profondeur à laquelle l’électron le plus externe pénètre dans le nuage de charge créé par les électrons internes.

Dans le tableau périodique, la charge nucléaire effective diminue lorsque l'on descend d'un groupe et augmente de gauche à droite sur une même période.

## Description
Le numéro atomique effectif Zeff (ou charge nucléaire effective) d’un électron dans un atome à plusieurs électrons est le nombre de protons que cet électron « voit » effectivement en raison de l'écrantage par les électrons de la couche interne. Il s’agit d’une mesure de l’interaction électrostatique entre les électrons chargés négativement et les protons chargés positivement dans l’atome. On peut considérer les électrons d’un atome comme étant « empilés » par ordre d'énergie croissante à l’extérieur du noyau ; les électrons de plus basse énergie (tels que les électrons 1S et 2S) occupent l’espace le plus proche du noyau, et les électrons de plus haute énergie sont situés plus loin du noyau.
L’énergie de liaison d’un électron, ou l’énergie nécessaire pour retirer l’électron de l’atome, est fonction de l’interaction électrostatique entre les électrons chargés négativement et le noyau chargé positivement. Par exemple, dans le fer (numéro atomique 26), le noyau contient 26 protons. Les électrons les plus proches du noyau les « verront » presque tous. Cependant, les électrons plus éloignés sont protégés du noyau par d’autres électrons situés entre les deux, et ressentent donc moins d’interaction électrostatique. L’électron 1s du fer (le plus proche du noyau) voit un numéro atomique effectif (nombre de protons) de 25. La raison pour laquelle il n’est pas 26 est que certains des électrons de l’atome finissent par repousser les autres, ce qui donne une interaction électrostatique nette plus faible avec le noyau. Une façon d’envisager cet effet est d’imaginer l’électron 1s situé d’un côté des 26 protons du noyau, avec un autre électron situé de l’autre côté ; chaque électron ressentira moins que la force d’attraction de 26 protons parce que l’autre électron contribue à une force de répulsion. Les électrons 4s du fer, qui sont les plus éloignés du noyau, ressentent un numéro atomique effectif de seulement 5,43 en raison des 25 électrons entre ceux-ci et le noyau, électrons qui masquent la charge.
Les numéros atomiques effectifs sont utiles non seulement pour comprendre pourquoi les électrons plus éloignés du noyau sont beaucoup plus faiblement liés que ceux qui sont plus proches du noyau, mais aussi parce qu’ils peuvent indiquer quand utiliser des méthodes simplifiées pour calculer d’autres propriétés et interactions. Par exemple, le lithium, de numéro atomique 3, a deux électrons dans la couche 1s et un dans la couche 2s. Parce que les deux électrons 1s écrantent les protons pour donner un numéro atomique effectif pour l’électron 2s proche de 1, nous pouvons traiter cet électron de valence 2s avec un modèle hydrogène.
Mathématiquement, le numéro atomique effectif Zeff peut être calculé à l’aide de méthodes connues sous le nom de calculs de « champ auto-cohérent », mais dans des situations simplifiées, il est simplement obtenu comme le numéro atomique moins le nombre d’électrons entre le noyau et l’électron considéré.

## Calculs
Dans un atome avec un seul électron, cet électron subit la charge totale du noyau positif. Dans ce cas, la charge nucléaire effective peut être calculée par la loi de Coulomb.
Cependant, dans un atome avec de nombreux électrons, les électrons externes sont simultanément attirés par le noyau positif et repoussés par les électrons chargés négativement. La charge nucléaire effective d'un tel électron est donnée par l'équation suivante :
{\displaystyle Z_{\mathrm {eff} }=Z-S}
where
- {\displaystyle Z} est le nombre de protons dans le noyau (le numéro atomique) et
- {\displaystyle S} est la constante de masquage.

S peut être obtenue par l'application systématique de divers ensembles de règles.

### Règles de Slater
La méthode la plus simple pour déterminer la constante de masquage d'un électron donné est d'utiliser les "règles de Slater", conçues par John C. Slater et publiées en 1930. Ces règles algébriques sont nettement plus simples que d'obtenir les constantes de masquage par des calculs ab initio.

### Méthode de Hartree–Fock
Une méthode mieux justifiée théoriquement consiste à calculer la constante de masquage à l'aide de la méthode de Hartree-Fock. Douglas Hartree a défini le Z effectif d'une orbitale de Hartree–Fock comme étant :
{\displaystyle Z_{\mathrm {eff} }={\frac {\langle r\rangle _{\rm {H}}}{\langle r\rangle _{Z}}}}
où
- {\displaystyle \langle r\rangle _{\rm {H}}} est le rayon moyen de l'orbitale de l'hydrogène, et
- {\displaystyle \langle r\rangle _{Z}} est le rayon moyen de l'orbitale d'une configuration de protons avec une charge nucléaire Z.

## Valeurs
Des valeurs actualisées de charge nucléaire effective ont été calculées par Clementi (en) et al. en 1963 et 1967,. Dans leurs travaux, les constantes de masquage ont été optimisées pour produire des valeurs de charge nucléaire effectives qui correspondent aux calculs du SCF. Bien qu’utiles en tant que modèle prédictif, les constantes de masquage résultantes contiennent peu d’informations chimiques en tant que modèle qualitatif de la structure atomique.
|    | H      |        |        |        |        |        |        |        |        |         |        |        |        |        |        |        |        | He     |
| Z  | 1      |        |        |        |        |        |        |        |        |         |        |        |        |        |        |        |        | 2      |
| 1s | 1.000  |        |        |        |        |        |        |        |        |         |        |        |        |        |        |        |        | 1.688  |
|    | Li     | Be     |        |        |        |        |        |        |        |         |        |        | B      | C      | N      | O      | F      | Ne     |
| Z  | 3      | 4      |        |        |        |        |        |        |        |         |        |        | 5      | 6      | 7      | 8      | 9      | 10     |
| 1s | 2.691  | 3.685  |        |        |        |        |        |        |        |         |        |        | 4.680  | 5.673  | 6.665  | 7.658  | 8.650  | 9.642  |
| 2s | 1.279  | 1.912  |        |        |        |        |        |        |        |         |        |        | 2.576  | 3.217  | 3.847  | 4.492  | 5.128  | 5.758  |
| 2p |        |        |        |        |        |        |        |        |        |         |        |        | 2.421  | 3.136  | 3.834  | 4.453  | 5.100  | 5.758  |
|    | Na     | Mg     |        |        |        |        |        |        |        |         |        |        | Al     | Si     | P      | S      | Cl     | Ar     |
| Z  | 11     | 12     |        |        |        |        |        |        |        |         |        |        | 13     | 14     | 15     | 16     | 17     | 18     |
| 1s | 10.626 | 11.609 |        |        |        |        |        |        |        |         |        |        | 12.591 | 13.575 | 14.558 | 15.541 | 16.524 | 17.508 |
| 2s | 6.571  | 7.392  |        |        |        |        |        |        |        |         |        |        | 8.214  | 9.020  | 9.825  | 10.629 | 11.430 | 12.230 |
| 2p | 6.802  | 7.826  |        |        |        |        |        |        |        |         |        |        | 8.963  | 9.945  | 10.961 | 11.977 | 12.993 | 14.008 |
| 3s | 2.507  | 3.308  |        |        |        |        |        |        |        |         |        |        | 4.117  | 4.903  | 5.642  | 6.367  | 7.068  | 7.757  |
| 3p |        |        |        |        |        |        |        |        |        |         |        |        | 4.066  | 4.285  | 4.886  | 5.482  | 6.116  | 6.764  |
|    | K      | Ca     | Sc     | Ti     | V      | Cr     | Mn     | Fe     | Co     | Ni      | Cu     | Zn     | Ga     | Ge     | As     | Se     | Br     | Kr     |
| Z  | 19     | 20     | 21     | 22     | 23     | 24     | 25     | 26     | 27     | 28      | 29     | 30     | 31     | 32     | 33     | 34     | 35     | 36     |
| 1s | 18.490 | 19.473 | 20.457 | 21.441 | 22.426 | 23.414 | 24.396 | 25.381 | 26.367 | 27.353  | 28.339 | 29.325 | 30.309 | 31.294 | 32.278 | 33.262 | 34.247 | 35.232 |
| 2s | 13.006 | 13.776 | 14.574 | 15.377 | 16.181 | 16.984 | 17.794 | 18.599 | 19.405 | 20.213  | 21.020 | 21.828 | 22.599 | 23.365 | 24.127 | 24.888 | 25.643 | 26.398 |
| 2p | 15.027 | 16.041 | 17.055 | 18.065 | 19.073 | 20.075 | 21.084 | 22.089 | 23.092 | 24.095  | 25.097 | 26.098 | 27.091 | 28.082 | 29.074 | 30.065 | 31.056 | 32.047 |
| 3s | 8.680  | 9.602  | 10.340 | 11.033 | 11.709 | 12.368 | 13.018 | 13.676 | 14.322 | 14.961  | 15.594 | 16.219 | 16.996 | 17.790 | 18.596 | 19.403 | 20.219 | 21.033 |
| 3p | 7.726  | 8.658  | 9.406  | 10.104 | 10.785 | 11.466 | 12.109 | 12.778 | 13.435 | 14.085  | 14.731 | 15.369 | 16.204 | 17.014 | 17.850 | 18.705 | 19.571 | 20.434 |
| 4s | 3.495  | 4.398  | 4.632  | 4.817  | 4.981  | 5.133  | 5.283  | 5.434  | 5.576  | 5.711   | 5.842  | 5.965  | 7.067  | 8.044  | 8.944  | 9.758  | 10.553 | 11.316 |
| 3d |        |        | 7.120  | 8.141  | 8.983  | 9.757  | 10.528 | 11.180 | 11.855 | 12.530  | 13.201 | 13.878 | 15.093 | 16.251 | 17.378 | 18.477 | 19.559 | 20.626 |
| 4p |        |        |        |        |        |        |        |        |        |         |        |        | 6.222  | 6.780  | 7.449  | 8.287  | 9.028  | 9.338  |
|    | Rb     | Sr     | Y      | Zr     | Nb     | Mo     | Tc     | Ru     | Rh     | Pd      | Ag     | Cd     | In     | Sn     | Sb     | Te     | I      | Xe     |
| Z  | 37     | 38     | 39     | 40     | 41     | 42     | 43     | 44     | 45     | 46      | 47     | 48     | 49     | 50     | 51     | 52     | 53     | 54     |
| 1s | 36.208 | 37.191 | 38.176 | 39.159 | 40.142 | 41.126 | 42.109 | 43.092 | 44.076 | 45.059  | 46.042 | 47.026 | 48.010 | 48.992 | 49.974 | 50.957 | 51.939 | 52.922 |
| 2s | 27.157 | 27.902 | 28.622 | 29.374 | 30.125 | 30.877 | 31.628 | 32.380 | 33.155 | 33.883  | 34.634 | 35.386 | 36.124 | 36.859 | 37.595 | 38.331 | 39.067 | 39.803 |
| 2p | 33.039 | 34.030 | 35.003 | 35.993 | 36.982 | 37.972 | 38.941 | 39.951 | 40.940 | 41.930  | 42.919 | 43.909 | 44.898 | 45.885 | 46.873 | 47.860 | 48.847 | 49.835 |
| 3s | 21.843 | 22.664 | 23.552 | 24.362 | 25.172 | 25.982 | 26.792 | 27.601 | 28.439 | 29.221  | 30.031 | 30.841 | 31.631 | 32.420 | 33.209 | 33.998 | 34.787 | 35.576 |
| 3p | 21.303 | 22.168 | 23.093 | 23.846 | 24.616 | 25.474 | 26.384 | 27.221 | 28.154 | 29.020  | 29.809 | 30.692 | 31.521 | 32.353 | 33.184 | 34.009 | 34.841 | 35.668 |
| 4s | 12.388 | 13.444 | 14.264 | 14.902 | 15.283 | 16.096 | 17.198 | 17.656 | 18.582 | 18.986  | 19.865 | 20.869 | 21.761 | 22.658 | 23.544 | 24.408 | 25.297 | 26.173 |
| 3d | 21.679 | 22.726 | 25.397 | 25.567 | 26.247 | 27.228 | 28.353 | 29.359 | 30.405 | 31.451  | 32.540 | 33.607 | 34.678 | 35.742 | 36.800 | 37.839 | 38.901 | 39.947 |
| 4p | 10.881 | 11.932 | 12.746 | 13.460 | 14.084 | 14.977 | 15.811 | 16.435 | 17.140 | 17.723  | 18.562 | 19.411 | 20.369 | 21.265 | 22.181 | 23.122 | 24.030 | 24.957 |
| 5s | 4.985  | 6.071  | 6.256  | 6.446  | 5.921  | 6.106  | 7.227  | 6.485  | 6.640  | (empty) | 6.756  | 8.192  | 9.512  | 10.629 | 11.617 | 12.538 | 13.404 | 14.218 |
| 4d |        |        | 15.958 | 13.072 | 11.238 | 11.392 | 12.882 | 12.813 | 13.442 | 13.618  | 14.763 | 15.877 | 16.942 | 17.970 | 18.974 | 19.960 | 20.934 | 21.893 |
| 5p |        |        |        |        |        |        |        |        |        |         |        |        | 8.470  | 9.102  | 9.995  | 10.809 | 11.612 | 12.425 |